# Hospital Doutor José Maria Morais
O Hospital Doutor José Maria Morais (HJMM; antigo Hospital Siderúrgica e posteriormente Hospital São Camilo) é um hospital localizado no município brasileiro de Coronel Fabriciano, no interior do estado de Minas Gerais. Foi criado pela Belgo-Mineira em 1936, devido a uma epidemia de doenças tropicais que a localidade enfrentava naquela ocasião.
Está situado na Rua Argemiro José Ribeiro, bairro Santa Helena, e corresponde a um dos principais centros de saúde da região com prestação de serviços pelo Sistema Único de Saúde (SUS), sendo financiado pelos governos estadual e municipal e administrado pela prefeitura. É o responsável pelo atendimento da regional de saúde de Coronel Fabriciano, que envolve municípios do Vale do Aço e seu colar metropolitano.
Em julho de 2023, possuía 82 leitos de internação, incluindo 19 de UTI e dez salas de cirurgia. Na ocasião, eram realizadas 6,6 cirurgias por dia em média.

## História

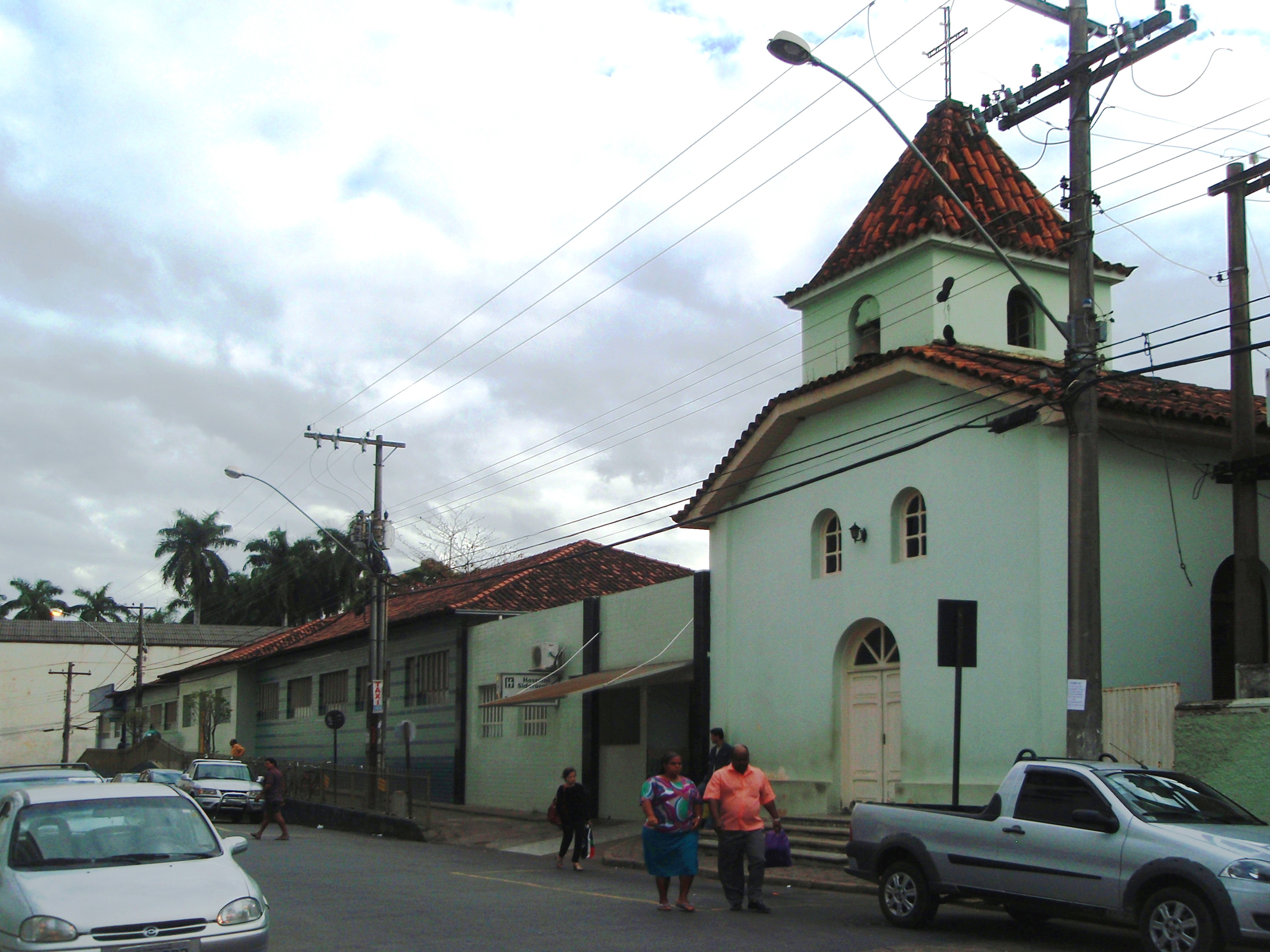
O então Hospital Siderúrgica em 2010

Uma epidemia de doenças tropicais que vinha sendo enfrentada pela área do atual Vale do Aço, em decorrência da mata fechada e do clima tropical, levou à criação do então Hospital Siderúrgica pela Companhia Siderúrgica Belgo-Mineira em 1936. A unidade, idealizada pelo então presidente da Belgo, o luxemburguês Louis Ensch, foi destinada a princípio a atender aos funcionários da empresa e permaneceu como único grande centro de saúde da região até meados da década de 60.
Sua implantação foi incentivada por Joaquim Gomes da Silveira Neto, superintendente da Belgo no então distrito Melo Viana, subordinado a Antônio Dias, e teve como primeiros médicos Moacyr Birro, Getúlio de Melo, José Riscala Albeny e Rubem Siqueira Maia, tendo este se tornado primeiro prefeito eleito do município de Coronel Fabriciano, emancipado em 1948. Em 1938, o hospital passou a ser atendido pelas Irmãs Vicentinas, sob intermédio do capelão local cônego Domingos Martins. No mesmo ano a gestão foi concedida às freiras da congregação Irmãs de Nossa Senhora da Piedade, a qual administrou o centro de saúde até 1960. Por influência de Dom Helvécio Gomes de Oliveira, arcebispo de Mariana, foi erguida em anexo ao hospital a Capela Nossa Senhora Auxiliadora, concluída em 1942. Era uma referência à padroeira dos Salesianos, congregação da qual o religioso fazia parte. Uma clausura ligada à capela, formada por um corredor com vários quartos, servia de abrigo às Irmãs de Nossa Senhora da Piedade.
A construção da capela foi custeada com doações dos próprios funcionários do hospital, que permitiram que parte de seus salários mensais fosse destinada às obras. Por fim, Joaquim Gomes doou a imagem da santa. O templo foi utilizado para algumas das celebrações da comunidade católica local, que mais tarde deu origem à Paróquia São Sebastião. As Irmãs Vicentinas atenderam o hospital até 1947, quando foram substituídas pelas Irmãs Carmelitas, então envolvidas na criação do Colégio Angélica. Na década de 60, a unidade de saúde foi adquirida da Belgo-Mineira pelo médico José Maria Morais, com apoio de José Riscala Albeny e mais tarde Walter Winter Maia.

### Fechamento e mudanças de mantenedora

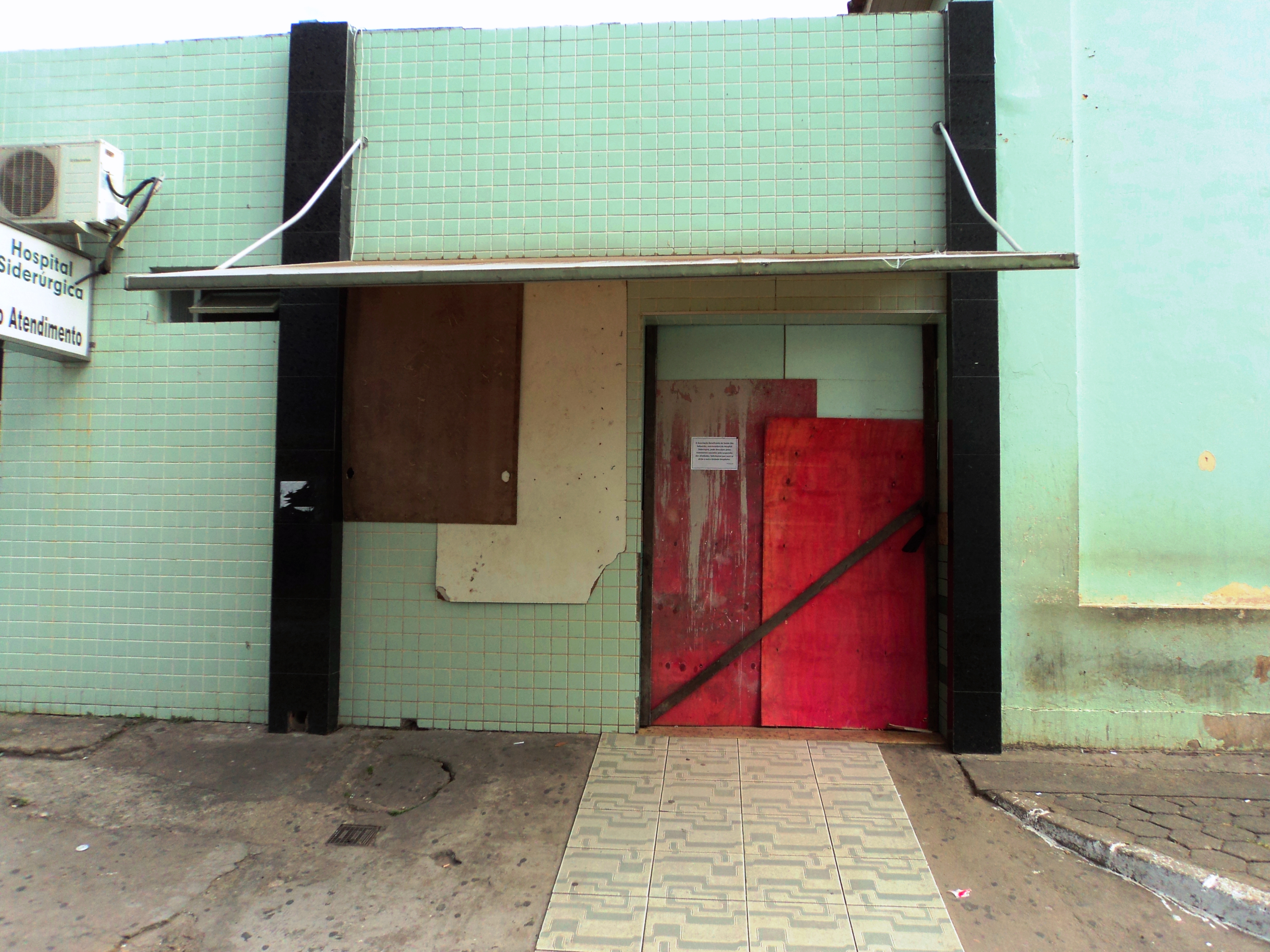
Entrada do pronto-socorro do Hospital Siderúrgica fechada, em 21 de julho de 2011.

Na década de 2000 o então Hospital Siderúrgica passava por dificuldades financeiras e, já em 2009, apresentava estado de "pré-falência". Na ocasião configurava-se entre os principais hospitais com atendimento público para os municípios próximos, principalmente para as cidades do colar metropolitano do Vale do Aço, que apresentam escassez de leitos hospitalares. Em 30 de abril de 2009, foi desativada a maternidade do hospital, de forma que Coronel Fabriciano ficou sem assistência para partos pelo Sistema Único de Saúde (SUS).
O centro de saúde vinha sendo administrado pela Associação Beneficente de Saúde São Sebastião (ABSSS), com cerca de 80% da receita oriunda do atendimento público pelo Sistema Único de Saúde (SUS), porém a mantenedora alegou não receber verba suficiente dos governos municipal, estadual e federal. Além disso, devido à falta da liberação do certificado do Conselho Nacional de Assistência Social (CNAS), que traz a regularização fiscal e tributária à entidade, a unidade foi fechada em 15 de julho de 2011, deixando a cidade sem atendimento pelo SUS.
Até seu fechamento, o Siderúrgica realizava cerca de 65 mil atendimentos de urgência e 7 200 internações por ano. A situação foi considerada calamidade pública e afetou os hospitais dos municípios vizinhos, ao elevar subitamente a demanda por atendimento público. O problema mobilizou a União, o estado e a Prefeitura e em 15 de setembro de 2011 foi definido que a Sociedade Beneficente São Camilo seria a nova mantenedora do centro de saúde. Em maio de 2012, a Secretaria Estadual de Saúde anunciou que o hospital seria reaberto após passar por reformas e que o atendimento passará a ser microrregional, via SUS, atendendo a Fabriciano e a outros sete municípios da Região Metropolitana do Vale do Aço, sendo reinaugurado com o nome de Hospital "São Camilo" em 30 de agosto de 2012. O novo projeto arquitetônico foi concebido pela arquiteta Lígia Marta Silva Araújo.

### Gestão municipal

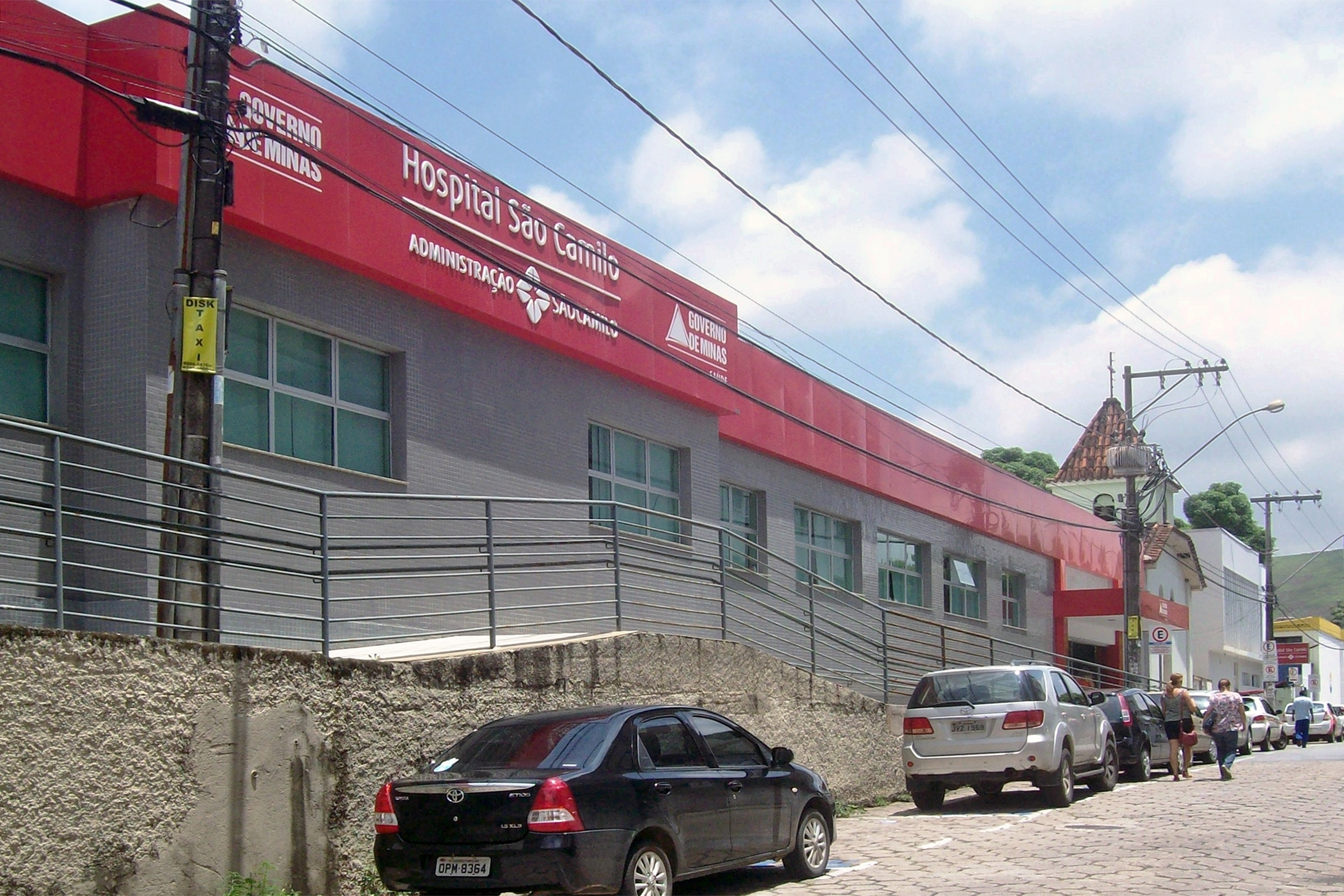
O então Hospital São Camilo em novembro de 2015

A falta de repasse do governo estadual à Sociedade Beneficente São Camilo implicou a continuidade dos problemas financeiros no hospital, atendimentos prejudicados e ameaças de paralisação em 2016 e 2017. O contrato com a rede chegou ao fim em maio de 2017, quando o prefeito Marcos Vinícius da Silva Bizarro anunciou que a prefeitura assumiria a gestão do hospital e alterou sua denominação para Hospital "Doutor José Maria Morais", em referência a um dos primeiros médicos e sócio do antigo Hospital Siderúrgica, falecido em setembro de 2016.
Apesar da concessão da administração à prefeitura, o estado ainda deveria manter o repasses de verbas destinadas à manutenção do centro de saúde, conforme o convênio firmado, que também previa a continuidade do atendimento microrregional. O hospital vinha funcionando com 60 leitos, sendo 50 de enfermaria e dez de UTI, enquanto que os outros 72 ainda não estavam finalizados. No entanto, em 29 de maio de 2017 o atendimento foi suspenso pela segunda vez nos últimos seis anos, uma vez que a transição da nova administração ainda não havia sido concluída e a cessão do imóvel à prefeitura de Coronel Fabriciano só foi finalizada em 1º de junho.
No dia 12 de junho de 2017, houve o repasse de dinheiro à prefeitura, que anunciou a reabertura do hospital em 21 de junho. A reinauguração oficial ocorreu em 7 de julho de 2017, sob a presença de lideranças da saúde, prefeitos de municípios da região e representantes do governo estadual, quando também foram reabertos os leitos de pediatria, que não era oferecida desde 2012. Foi anunciado que além dos 60 leitos que foram reabertos, outros 74 em uma ala recém-construída já estavam aguardando a liberação para serem usados. Apesar da reabertura, a falta de pagamentos levou o governo estadual a manter uma dívida milionária com o hospital no decorrer dos meses seguintes.
Durante a pandemia de COVID-19 o Hospital Doutor José Maria Morais foi o principal centro de atendimento e internação para casos graves da doença no município. Em dezembro de 2020, tinha 35 leitos destinados ao tratamento da COVID-19, dos quais 20 de UTI e 15 de enfermaria. Em 3 de junho de 2024, foi reinaugurada a maternidade pública do hospital, serviço que não era oferecido há 15 anos. É denominada Maternidade Pública Municipal Doutora Maria de Fátima Gomes, nome da ginecologista e obstetra que trabalhou no antigo Hospital Siderúrgica e faleceu em janeiro de 2024.

## Capela Nossa Senhora Auxiliadora
Situada em anexo ao complexo do centro de saúde, a Capela Nossa Senhora Auxiliadora, inaugurada em 1942, recebeu celebrações religiosas até 1970, quando deixou de ser mantida pelo hospital. Em 1974, passou a funcionar para velórios. Devido à relevância histórica e cultural para a cidade, tanto a capela quanto a clausura localizada em seu interior foram tombadas como patrimônio cultural municipal em 31 de março de 1997. O templo voltou a receber celebrações religiosas da Paróquia São Sebastião em 2000, com missas acontecendo semanalmente às sextas-feiras, porém ficou em desuso com o fechamento do hospital em 2011. Nos anos seguintes a capela permaneceu em estado de abandono até passar por uma restauração realizada pela administração municipal, através de recursos do Fundo Municipal do Patrimônio Cultural, entre 2018 e 2019, prevendo o retorno das celebrações. Sua reinauguração ocorreu em 24 de maio de 2019, dia da santa, com uma missa na Catedral de São Sebastião seguida de procissão até a capela.
A capela apresenta fachada sem ornamentos, composta de uma porta de entrada centralizada e, acima, duas pequenas aberturas de verga em arco de volta perfeita. Acima destas a nave central se encontra com a cobertura, local onde surge o volume da torre central, cujo interior abriga os sinos. Sua estrutura é constituída por concreto armado e vedação de tijolos maciços. A cobertura da nave apresenta telhado cerâmico em duas águas, enquanto que a da torre conta com quatro águas. No interior há um coro, acessível por uma escada que se inicia após a entrada principal. As fachadas laterais possuem janelas, mas é possível abrir somente as janelas da direita, pois as aberturas da esquerda foram tampadas por uma parede do hospital. O piso no interior contém ladrilho hidráulico e o altar-mor apresenta tacos de madeira, com retábulo em talha de madeira e traços comparáveis ao barroco e rococó. Uma porta permite o acesso direto ao hospital e, nos fundos da capela, encontra-se a clausura.